# امتثال (اسم)
امْتِثَال هو اسم علم مؤنث من أصل عربي، ومعناه هو الاحتذاء والانقياد.